# بنك مزراحي تفحوت
بنك مزراحي تفحوت بنك إسرائيلي. تأسس في 1923. يقع مقره في رمات غان. تم تأسيسه بواسطة مزراحي (الصهيونية الدينية).

## وصلات خارجية
- الموقع الإلكتروني